# اچ‌ام‌اس رزرو (۱۶۵۰)
اچ‌ام‌اس رزرو (۱۶۵۰) (به انگلیسی: HMS Reserve (1650)) یک کشتی بود که طول آن ۱۰۰ فوت (۳۰٫۵ متر) بود.